# 冬不拉
冬不拉（土耳其語：Dombıra；維吾爾語：دومبىرا‎ ；东干语：、二弦琴），又名东不拉、东布拉，是中亞地區的傳統弹拨乐器，在哈薩克斯坦、吉爾吉斯斯坦以及中國新疆的哈萨克族中尤其流行。琴杆细长，音箱有瓢形和扁平的两种。一般用松木或桑木制作，琴颈即指板，过去多用整木斫成。音箱上有发音小孔，张羊肠弦两根，琴身有羊肠弦品位。
冬不拉音色优美。演奏的基本方法是弹与挑，一般弹用于重拍，挑用于轻拍。运用冬不拉不同的演奏技巧，能够形象地表现草原上泉水、鸟鸣、羊和马的蹄声等。指法有一弹一挑、两弹两挑、两弹一挑、一弹两挑、连奏、拨奏等，还可演奏泛音、滑音、和音（外弦奏旋律內弦配和音）。弹奏的力度和速度可有多种变化，尤宜于表现快速乐曲。「冬不拉弹唱」是哈萨克族喜爱的表演形式，既可用于自弹自唱，也可用于独奏或乐器合奏。它轻便，易于携带，适合草原上迁徙不定的生活。
哈萨克族的音乐工作者，对冬不拉进行了改革，增加了品位，改用钢弦，扩大音域，增大音量。制成有高低音不同的冬不拉。如4弦12品的最高音冬不拉、4弦15品的高音冬不拉、4弦13或14品的中音冬不拉、2弦17品的次中音冬不拉和10品的低音冬不拉等。